# AH11
De Aziatische weg 11 (Engels: Asian Highway 11) is een AH-weg in Zuidoost-Azië. De totale lengte van de weg is 1.588 kilometer, waarvan ongeveer de helft in Laos en de andere helft in Cambodja. De weg begint in de Laotiaanse stad Vientiane en loopt tot de Cambodjaanse havenstad Preah Seihanouk. Volgens het handboek van het Asian Highwayproject uit 2002 is 1541 kilometer van de AH11 verhard. Een groot deel van zijn route loopt de AH11 langs de Mekong.
De AH11 kruist vele andere Aziatische wegen. Bij Vientiane begint de AH11 als een zijweg van de AH12, die van het noorden van Laos naar Thailand loopt. Tussen de steden Ban Lao en Thakhek deelt de AH11 zijn weg met de AH15. Deze weg komt vanuit Vietnam en slaat bij Thakhek af richting Thailand. Weer even verderop, bij Seno, kruist de weg de AH16, die eveneens van Vietnam naar Thailand loopt. Ten slotte kruist de AH11 bij de hoofdstad van Cambodja, Phnom Penh, de hoofdroute AH1, die vanaf Japan via Zuidoost-Azië naar Turkije loopt.